# Gilles Petrucci
Gilles Petrucci (* 4. Dezember 1968 in Martigues) ist ein ehemaliger französischer Fußballspieler.

## Karriere
Petrucci rückte zu Beginn der Saison 1986/87 als 17-Jähriger in den Profikader des Zweitligisten FC Martigues auf. In der Verteidigung diente er zwar lediglich als Ergänzungsspieler, konnte aber dennoch einige Spiele bestreiten. In den folgenden Spielzeiten hatte er Konkurrenten wie Éric Di Meco und Patrick Blondeau, sodass es bis zur Saison 1990/91 dauerte, dass Petrucci zum Stammspieler avancieren konnte. Diese Rolle behielt er im Verlauf der nächsten Jahre, auch nachdem der Mannschaft 1993 der Aufstieg in die erste Liga gelungen war. In der höchsten Spielklasse führte Martigues seine positive Serie fort und hielt zweimal die Klasse, ehe das Team 1996 wieder abstieg. Petrucci bestritt in dieser Zeit insgesamt 72 Erstligaspiele, erlitt jedoch nach dem Abstieg eine schwere Verletzung. Diese zwang den zum Zeitpunkt des Abstiegs 27-Jährigen zu einer langen Pause, weswegen er in der neuen Saison nicht über einen einzigen Einsatz in der zweiten Liga hinauskam. Die Partie stellte zugleich sein letztes Spiel in einer Profiliga dar, da der Spieler, der keine Perspektive mehr in der Mannschaft sah, 1997 Martigues nach elf Jahren den Rücken kehrte und im Drittligisten FC Istres einen neuen Arbeitgeber fand. In Istres, der Nachbarstadt von Martigues, lief er zwei Jahre lang regelmäßig auf, ehe er sich 1999 mit 30 Jahren für eine Beendigung seiner Karriere entschied. Über seinen weiteren Lebensweg ist nichts bekannt.